# Baix chinook
El baix chinook tʃɪˈnʊk, també chinook o Chinook propi, és una llengua de la costa del nord-oest del Pacífic dels Estats Units greument amenaçada.

## Dialectes
- Clatsop (Tlatsop) era parlat al nord-oest d'Oregon a les boques del riu Columbia i les Clatsop Plains (†).
- Shoalwater (també conegut com a chinook propi), ara extingida (†). Shoalwater era parlat al sud-oest de Washington al voltant del sud de la badia Willapa, a les reserves Tribus Confederades de Warm Springs i Yakama.